# 埼玉沼
埼玉沼（さきたまぬま）は、埼玉県行田市の南東部（埼玉地区・太田地区）にかつて所在していた沼である。

## 概要
埼玉沼は古くには尾崎沼と称されていた縦約10町（約1090m）・横16町（約1745m）・面積約50町（約49.6ha）の沼地であり、星川と忍川に挟まれた後背湿地として埼玉郡埼玉村・小針村・若小玉村・長野村にまたがり所在していた。この当時は忍藩諸村の悪水溜井となっていた。後に小針沼（こばりぬま）と呼ばれていたが1696年（元禄9年）に小針村と埼玉村との間で沼の名称問題が発生し、幕府の裁許によって埼玉沼へと改められたと伝えられている。その後1728年（享保13年）になると、幕府の命を受けた井沢弥惣兵衛と埼玉村・小針村・若小玉村・長野村の4村の住民らにより新田開発が行われた。工事は1728年（享保13年）2月に着工し、同年6月に竣工した。沼の中央に排水路として小針落が開削され、小針落は旧忍川を伏せ越し野通川へと至る流路形態となっている。また、沼の北側には長野落が附廻堀として整備され、当初は見沼代用水へと至る流路となっていたが、後に旧忍川を伏せ越し、野通川へ流入する流路へと付け替えられている。新田の検地は筧播磨守正鋪により行われ、埼玉村・小針村・若小玉村・長野村の4村の持添新田となった。こうして新田開発後の沼と呼ばれる範囲は縦8町2間（約876m）・横3町3間（約333m）・沼周り26町42間（約2913m）となっていた。しかし水はけがあまり良くなく、たびたび水害が発生していたため、1754年（宝暦4年）に新田の中央部に南北に貫く380間（約691m）の中堤（なかつづみ）と称する堤防が設置され、堤防の東側の下沼（したぬま）は耕地として利用され、西側の上沼（うわぬま）は元の沼地のようになった。東側の耕地は縦5町26間（約593m）・横5町20間（約582m）・周囲23町46間（約2593m）の規模で、小針村・埼玉村の耕地となっていた。堤防の設置により、水害は減少した。1924年（大正13年）以後、沼地に戻されていた上沼において再び開田計画が起り、1934年（昭和9年）より1935年（昭和10年）まで工事が行われ、約27haの「昭和田（しょうわでん）」と称される水田となった。1948年（昭和23年）の時点では埼玉沼やその周辺に掘り上げ田が残され、確認することができる。今日の埼玉沼は古代蓮の里や埼玉県行田浄水場、圃場整備事業のなされた通常の水田などに整備され、かつての沼地の面影はあまり残されていない。埼玉県行田浄水場と古代蓮の里との間に位置している県道上新郷埼玉線は380間（約691m）の堤防の名残である。現在では名称について再び小針沼とも称されている。

## 所在地
- 埼玉県行田市大字埼玉・大字小針・大字若小玉・大字長野

## 参考資料
- 『武蔵国郡村誌 第十五巻（254ページ）』　埼玉県立図書館 発行　昭和三十年三月二十八日 発行
- 『わたしたちのまち行田（131ページ ~ 133ページ）』　小学校社会科副読本編集委員会 編集　行田市教育委員会 発行　平成27年3月31日 発行